# Kathalia
Kathalia är ett underdistrikt i Bangladesh. Det ligger i den södra delen av landet, 150 km söder om huvudstaden Dhaka.
Trakten runt Kathalia består till största delen av jordbruksmark. Runt Kathalia är det tätbefolkat, med 659 invånare per kvadratkilometer.